# Jean Romain Conilh de Beyssac
Pour les articles homonymes, voir Conilh de Beyssac.
Jean Romain Conilh de Beyssac, né le 27 septembre 1749 à Marmande (Lot-et-Garonne), mort le 18 décembre 1820 à Bordeaux (Gironde), est un général de brigade de la Révolution française.

## États de service
Il entre en service en 1770 comme soldat au régiment des Gardes françaises et il devient sergent en 1780, et sergent-major en 1785.
Lieutenant-colonel en second au 2e bataillon de volontaires de Lot-et-Garonne, il est promu général de brigade le 23 août 1793, à l'armée du Rhin, et en 1794, il commande la 1re division d'infanterie de cette armée. Il est mis en congé de réforme le 27 février 1795, à cause de ses infirmités.
Il est admis à la retraite le 20 février 1801.
Il est aussi chevalier de l'ordre royal et militaire de Saint-Louis.

## Sources
- http://thierry.pouliquen.free.fr/Generaux/gnxB.htm
- http://www.napoleon-series.org/research/frenchgenerals/c_frenchgenerals5.html
- André Vovard, Le Général Jean-Romain Conilh de Beyssac (1749-1820), 1912, 7 p. (BNF 31608806).
- Docteur Robinet, Jean-François Eugène et J. Le Chapelain, Dictionnaire historique et biographique de la révolution et de l'empire, 1789-1815, volume 1, Librairie Historique de la révolution et de l’empire, 900 p. (lire en ligne), p. 182.